# Duits-Surinaamse betrekkingen
Duits-Surinaamse betrekkingen verwijzen naar de huidige en historische betrekkingen tussen Duitsland en Suriname.

## Geschiedenis
Sinds het begin van de koloniale geschiedenis kwamen er Duitsers naar Suriname. Zij kwamen in principe om twee redenen. Een groep bestond uit zendelingen van Evangelische Broedergemeente (EBG) en de andere groep bestond uit immigranten die kwamen als medici, wetenschappers, handwerkslieden, soldaten en voor werk op de plantages (als eigenaar, directeur of administrateur). Een aanzienlijk deel van die tweede groep bestond uit Asjkenazische Joden (Hoogduitse Joden), in tegenstelling tot de Sefardische Joden die vanuit Spanje (via Frans-Guyana) en Nederland binnenkwamen. Cultureel ging er een grote culturele invloed uit van de Duitse gemeenschap op de rest van de inwoners. Het onderwijs werd in de 19e eeuw vrijwel volledig gegeven door Duitse missionarissen van de EBG.
De Duitse immigranten hadden vrij vriendschappelijke banden met de bevolking in Suriname. Met de uitbraak van de Tweede Wereldoorlog werden in principe alle Duitsers in Suriname geïnterneerd, in Fort Zeelandia en Copieweg in Para, ook de dominees met hun gezinnen. In de Surinamerivier lag het Duitse schip Goslar; dit werd door de eigen bemanning tot zinken gebracht en ligt daar aan het begin van de 21e eeuw nog steeds.

## Diplomatieke missies

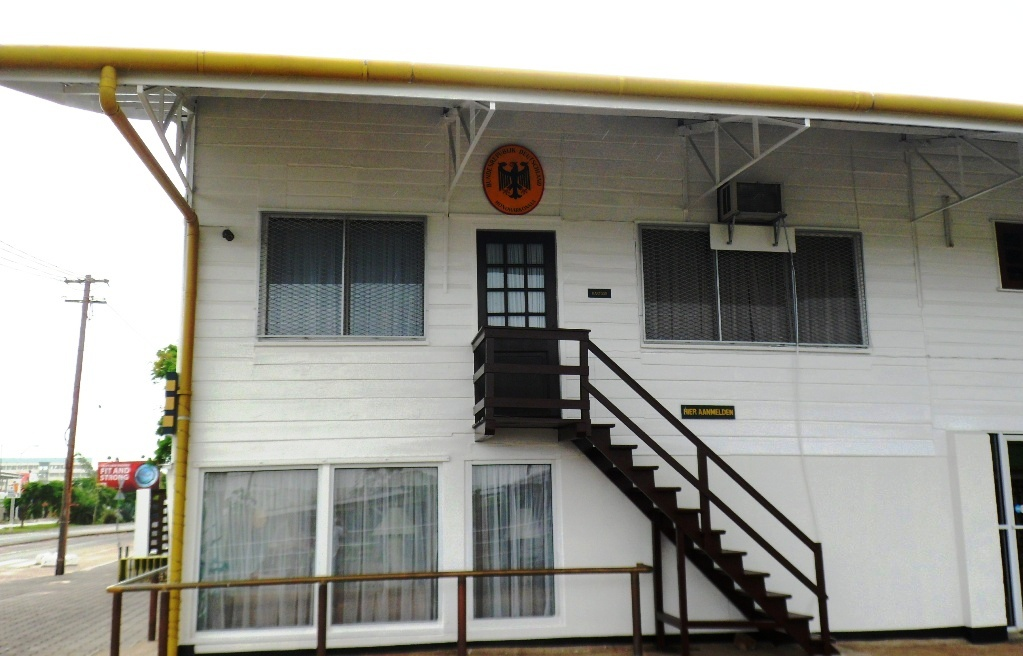
Duits consulaat in Paramaribo

De Duitse ambassade in Port of Spain (Trinidad en Tobago) vertegenwoordigt de belangen van Duitsland in Suriname. Daarnaast heeft Duitsland een honorair consulaat in Paramaribo.
Suriname wordt in Duitsland vertegenwoordigd door de ambassade in Brussel. Daarnaast heeft Suriname consulaten in  Düsseldorf en München.
West-Duitsland erkende Suriname vrijwel direct vanaf de onafhankelijkheid. De eerste of een vroege ambassadeur voor Duitsland in Port of Spain was Karl Heinz Reuette. Hij bood in op 6 september 1978 zijn geloofsbrieven aan president Johan Ferrier aan, in aanwezigheid van minister van Buitenlandse Zaken Henck Arron.

## Economische banden
Duitsland is na Nederland de grootste exporteur naar Suriname, met een marktaandeel van 1,8%. In 2013 heeft RWE olie-exploratierechten verworven voor de kust van Suriname.
Samenwerkings- en handelsovereenkomsten verlopen via de diplomatieke betrekkingen van de Europese Unie.